# Felix Mendelssohn
Jakob Ludwig Felix Mendelssohn Bartholdy (Amburgo, 3 febbraio 1809 – Lipsia, 4 novembre 1847) è stato un compositore, direttore d'orchestra, pianista e organista tedesco del periodo romantico.
Nipote del filosofo Moses Mendelssohn (che proveniva da una poverissima famiglia ebraica), Felix nacque in una condizione familiare di primo piano, poiché il padre Abraham, banchiere berlinese figlio di Moses, aveva creato e consolidato un ragguardevole patrimonio finanziario. Felix fu cresciuto senza religione fino all'età di sette anni, quando venne battezzato come cristiano riformato. Già in giovanissima età venne riconosciuto come un prodigio musicale (a soli dodici anni cominciava a comporre le sue prime 13 sinfonie per orchestra d'archi), ma i suoi genitori si dimostrarono prudenti e intelligentemente non cercarono mai di capitalizzare il suo talento.
Inizialmente godette di un buon successo in Germania, dove ravvivò l'interesse per la musica di Johann Sebastian Bach, e nei suoi viaggi in Europa. Venne ben accolto particolarmente in Gran Bretagna come compositore, direttore e solista, e le sue dieci visite oltremanica - durante le quali molte delle sue opere più importanti furono eseguite in anteprima - costituirono una parte importante della sua carriera adulta. I suoi gusti musicali furono essenzialmente conservatori, distinguendosi da molti dei suoi contemporanei musicali più aperti ad innovazioni come Franz Liszt, Richard Wagner, Charles-Valentin Alkan ed Hector Berlioz. Il conservatorio di Lipsia (ora Università della musica e del teatro di Lipsia), da lui fondato, divenne un caposaldo di questa visione anti-radicale. Questo scontro e numerosi altri a livello intellettuale sullo stile musicale, vennero definiti "Guerra dei romantici".
Mendelssohn scrisse sinfonie, concerti, oratori, ouverture, musiche di scena, musica per pianoforte, musica per organo e musica da camera. Le sue opere più note sono l'ouverture e le musiche di scena per Sogno di una notte di mezza estate (la sola ouverture fu composta a 17 anni), che include una celeberrima Marcia nuziale, la Sinfonia Riforma (catalogata come n. 5 ma composta come seconda), la Sinfonia Italiana, la Sinfonia Lobgesang (sinfonia-cantata per soli, coro, organo e orchestra), la Sinfonia Scozzese, gli oratori Paulus ed Elias, l'ouverture Le Ebridi, il Concerto per violino e orchestra e i due concerti per pianoforte e orchestra. Le Romanze senza parole sono le sue più celebri composizioni per solo pianoforte. Dopo un lungo periodo di relativa disistima a causa dei cambiamenti nei gusti musicali e dell'antisemitismo che si ebbero tra la fine del XIX secolo e l'inizio del XX, la sua originalità creativa è oggi riconosciuta e rivalutata, ed è annoverato tra i compositori più rappresentativi del periodo romantico.

## Biografia

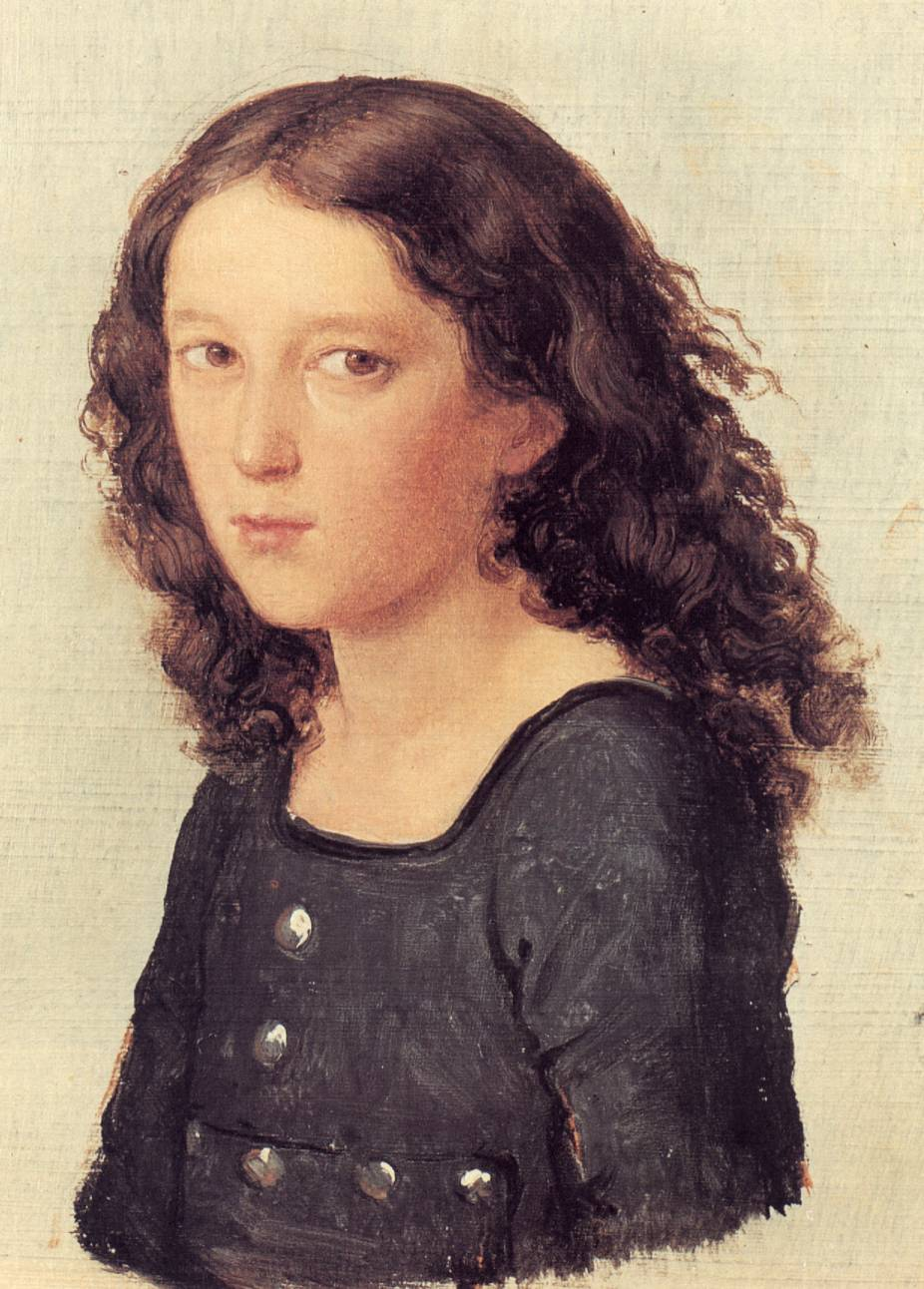
Felix Mendelssohn a 12 anni in un ritratto di Carl Joseph Begas

Mendelssohn nacque ad Amburgo da una illustre famiglia di origine ebraica. Figlio di Abraham (1776-1835) – banchiere, nonché nipote del filosofo illuminista Moses Mendelssohn – e di Lea Salomon (1777-1842), nipote di un consigliere finanziario di Federico II. Ebbe due sorelle e un fratello: Fanny Cäcile, pianista e compositrice di talento alla quale rimase particolarmente affezionato per tutta la vita, Rebecca e Paul.
Nel 1816 i Mendelssohn si convertirono al protestantesimo; in seguito a questo mutamento spirituale, il padre Abraham decise di aggiungere al cognome originario quello di Bartholdy, la cui origine risale al nome dei precedenti proprietari di un giardino acquistato dal fratello maggiore della madre Lea (Jakob Lewin Salomon). Nonostante Felix avesse accolto la nuova religione con molta convinzione, non aveva intenzione di rinnegare le proprie origini ebraiche, motivo per cui sia lui che la sorella accettarono con riluttanza il doppio cognome.

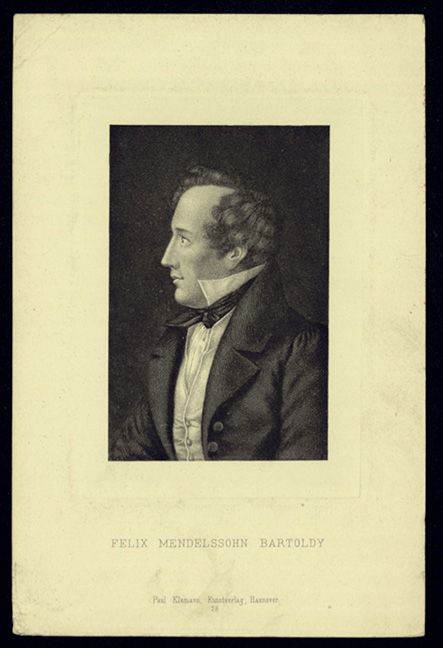
Ritratto di Felix Mendelssohn-Bartholdy.Archivio Storico Ricordi

Il giovanissimo Felix visse l'infanzia nell'ambiente intellettuale della metropoli berlinese (città in cui la famiglia si trasferì da Amburgo nel 1811). Nei primi anni di vita ricevette l'istruzione direttamente dai genitori: francese e aritmetica dal padre, tedesco, letteratura, belle arti e pianoforte dalla madre. Si interessò anche di linguistica, filologia e filosofia. Nel 1816, durante un soggiorno della famiglia a Parigi proseguì lo studio del pianoforte con madame Marie Bigot de Marognes, insegnante e interprete mozartiana molto apprezzata da Beethoven, la quale predisse una brillante carriera per Felix. Tornato con la famiglia a Berlino, Mendelssohn intraprese studi di teoria musicale e composizione con Carl Friedrich Zelter, direttore della Singakademie di Berlino e amico di Goethe.
Le lezioni di pianoforte furono affidate al rinomato pianista Ludwig Berger – già allievo di Muzio Clementi e Moscheles – mentre quelle di violino a Carl Wilhelm Henning. Fu proprio grazie a Zelter che Mendelssohn conobbe Goethe. Il poeta manifestò grande ammirazione per il giovane, tanto da invitarlo a suonare per lui per alleviare la sua malinconia. Mendelssohn si esibì nel suo primo concerto all'età di nove anni, quando prese parte ad un'esibizione da camera suonando in modo impeccabile il difficile Concerto militare di Jan Ladislav Dussek. Si rivelò un compositore prolifico fin dalla più tenera età, pubblicando il suo primo lavoro, un quartetto per pianoforte, all'età di tredici anni, ma in realtà aveva già al suo attivo uno svariato numero di operine, musica da camera e pianistica. Durante la giovinezza si concentrò sul suo lavoro nella sua abitazione grazie ad un'orchestra privata.
Scrisse le sue prime tredici sinfonie per orchestra d'archi, che iniziarono ad essere eseguite con regolarità solamente in tempi recenti, durante i primi anni di adolescenza (più precisamente, dai dodici ai quattordici anni). A quindici anni scrisse la prima sinfonia per orchestra completa, op. 11 in Do minore (1824), e la Sonata per viola in do minore, nel 1825 il celebre Ottetto per archi op.20, e a diciassette l'Ouverture per il Sogno di una notte di mezza estate, dall'omonimo lavoro teatrale - Sogno di una notte di mezza estate - di William Shakespeare, forse il suo primo grande successo. Molto più avanti nella sua vita, Mendelssohn scrisse anche altri brani dedicati allo stesso lavoro di Shakespeare, tra cui la celebre "Marcia nuziale". Compose anche imponenti Oratori come il Paulus e l'Elias.
Mendelssohn intraprese non di rado viaggi per l'Europa, incontrando le personalità di spicco della musica di quel tempo. A Parigi nel 1825 ebbe modo di conoscere Gioachino Rossini, Giacomo Meyerbeer e Luigi Cherubini, responsabile in parte della carriera musicale poi intrapresa da Felix, avendo dato un favorevole giudizio al quartetto in si minore op. 3 (dedicato a Goethe). A Roma incontrò Hector Berlioz, con il quale instaurò una duratura amicizia, anche se non lo considerò un musicista di alto livello.
Mendelssohn ebbe il merito di riportare alla luce la musica di Johann Sebastian Bach, caduta in oblio in quel periodo, in particolare la Passione secondo Matteo (mai più interpretata dalla morte di Bach), di cui diresse un'esecuzione (non integrale e rimaneggiata nella strumentazione dal giovane Mendelssohn stesso) nel 1829, con un grande successo che gli permise di guadagnare un'ottima reputazione, e i cui effetti di riscoperta verso la musica bachiana durano tutt'oggi (la cosiddetta Bach-Renaissance). Felix ebbe un ruolo determinante anche nella riscoperta dei lavori di Mozart, dal quale (congiuntamente a Bach) subì la maggior influenza musicale.
La sua vita si svolse su binari piuttosto convenzionali, se comparata a quella di altri compositori dell'Ottocento. Il suo matrimonio con Cécile Jeanrenaud nel marzo del 1837 (la luna di miele, sulla Foresta Nera, gli ispirò il secondo Concerto per pianoforte e orchestra in re minore op.40) fu molto felice, coronato dalla nascita di cinque figli. Dal 1829 al 1832 fu in viaggio in Inghilterra, Svizzera, Francia ed Italia (Venezia, Firenze, Roma e Napoli) cogliendo quasi ovunque grande successo, esibendosi come pianista, organista e direttore d'orchestra. Successivamente lavorò con molta intensità alle sue opere, dividendosi tra la composizione e le tournée.
Nel 1835 fu nominato direttore dell'Orchestra del Gewandhaus di Lipsia e nel 1843 fondò il Conservatorio di Lipsia. Patì di cattiva salute negli ultimi anni di vita, con problemi che gli impedirono in gran parte di esibirsi come pianista, e, come egli stesso dichiarò, soffrì di una grave forma di depressione a causa della morte della sorella Fanny il 14 maggio 1847, alla quale dedicò il così chiamato "Requiem per Fanny", ossia il Quartetto in fa minore op. 80, sua ultima composizione di rilievo (fu completato nel settembre del 1847).
Morì nello stesso anno a causa di una serie di infarti che portarono infine all'ictus, avvenuto il 4 novembre 1847 alle 21:24 nella sua casa al numero 12 di Goldschmidtstrasse a Lipsia: lasciò incompiuta l'ultima sua composizione, il Christus. Fu sepolto nel Dreifaltigkeitsfriedhof (il Cimitero della Trinità) a Kreuzberg, quartiere di Berlino. Robert Schumann, suo grande amico, dedicò alla sua memoria il brano Rimembranze dell'Album per la gioventù. Anche sua sorella, i genitori e il nonno erano morti per ripetuti ictus, il che ha portato ad una diagnosi postuma di possibile sindrome CADASIL, una forma di arteriopatia cerebrale ereditaria.
Fece parte della Massoneria.

## Musica
Richard Taruskin scrisse che, anche se Mendelssohn realizzò opere di straordinaria maestria in età molto precoce,
In questo modo Mendelssohn differiva sostanzialmente da contemporanei come Wagner e Berlioz, oltre che da Schumann e Chopin. L'assenza di un vero sviluppo stilistico durante la sua carriera, rende opportuno esaminare le sue opere in base al genere, piuttosto che in ordine di composizione.

### Le prime opere
Durante la sua infanzia, il giovane Mendelssohn venne fortemente influenzato dalla musica di Bach, Beethoven e Mozart, tracce dei quali possono essere viste nelle prime 13 sinfonie per archi, scritte principalmente per le esibizioni in casa Mendelssohn e non pubblicate o pubblicamente eseguite fino a molto tempo dopo la sua morte. Queste vennero scritte tra il 1821 e il 1823, quando aveva una età compresa tra i 12 e i 14 anni.
Le prime opere pubblicate furono i suoi tre quartetti per pianoforte, (1822-1825; Op. 1 in Do minore, Op 2 in Fa minore e Op 3 in Si minore..); ma le sue capacità si rivelarono particolarmente in una serie di opere della sua prima maturità:
- l'Ottetto per archi (1825).
- l'Ouverture per il Sogno di una notte di mezza estate (1826), che nella sua forma finale deve molto anche per l'influenza di Adolf Bernhard Marx, in quel momento uno stretto amico di Mendelssohn.
- i due primi quartetti: op. 12 (1829) e op. 13 (1827), che entrambi mostrano una notevole padronanza delle tecniche e delle idee degli ultimi quartetti di Beethoven che Mendelssohn studiò con attenzione.[5]

Queste quattro opere mostrano una comprensione intuitiva della forma, armonia, contrappunto, il colore e la tecnica compositiva, che giustificano affermazioni fatte spesso che la precocità di Mendelssohn ha superato anche quella di Mozart nella sua comprensione intellettuale.

### Le sinfonie
Le sinfonie, composte in età adulta, di Mendelssohn sono state numerate approssimativamente nell'ordine in cui furono pubblicate, piuttosto che con l'ordine in cui furono composte. L'ordine di composizione effettiva è: 1, 5, 4, 3, 2. Il posizionamento della numero 3 (Sinfonia Scozzese) in questa sequenza è problematico poiché il compositore lavorò su di essa per più di un decennio, iniziando gli abbozzi subito dopo la numero 5 (Sinfonia Riforma) ma completandola dopo aver finito sia la numero 5 che la numero 4 (Sinfonia Italiana).
La sinfonia n. 1 in do minore venne scritta nel 1824, quando Mendelssohn era solo quindicenne. Fu un lavoro sperimentale, che mostra le influenze di Beethoven e Carl Maria von Weber. Mendelssohn eseguì questa sinfonia durante la sua prima visita a Londra nel 1829, dirigendo l'orchestra della Royal Philharmonic Society. Per il terzo movimento, lo sostituì con un'orchestrazione dello scherzo dal suo ottetto. In questa forma il componimento ottenne un grande successo, ponendo le basi della sua reputazione oltremanica.
Durante il 1829 e il 1830, Mendelssohn scrisse la sua sinfonia n. 5, conosciuta come Riforma, con cui celebrò il 300º anniversario della Riforma protestante. Mendelssohn rimase, tuttavia, insoddisfatto della composizione e non permise la pubblicazione della partitura.
La Sinfonia Scozzese (o sinfonia n. 3 in la minore) venne scritta e rivista ad intermittenza tra il 1829 (quando Mendelssohn annotò il tema di apertura durante una visita al Palazzo di Holyrood) e il 1842, quando fu eseguita in anteprima a Lipsia, l'ultima delle sue sinfonie ad essere eseguita in pubblico. Questo pezzo evoca l'atmosfera della Scozia nell'ethos del romanticismo, ma non impiega nessuna delle melodie popolari scozzesi.
I viaggi di Mendelssohn in Italia lo ispirarono nella scrittura della sinfonia n. 4 in la maggiore, conosciuta come la Sinfonia Italiana. Venne eseguita per la prima volta nel 1833, ma il compositore non permise che la partitura venisse pubblicata durante la sua vita, in quanto cercò continuamente di riscriverla.
Mendelssohn scrisse la sinfonia corale Lobgesang (Inno di lode), chiamata postuma sinfonia n.2 in si bemolle maggiore, in occasione delle celebrazioni a Lipsia del 400º anniversario dell'invenzione della stampa di Johannes Gutenberg; la prima esecuzione ebbe luogo il 25 giugno 1840.

### Altra musica orchestrale

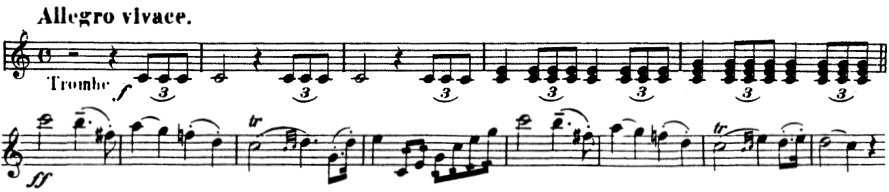
Parte per tromba, tra cui il tema principale, della marcia nuziale di Mendelssohn (op. 61).

Mendelssohn scrisse l'ouverture da concerto Le Ebridi nel 1830 (mentre si trovava in viaggio in Italia), ispirata da un viaggio in Scozia, effettuato verso la fine del 1829, dove visitò la grotta di Fingal sull'isola di Staffa, una delle isole Ebridi, come parte del suo Grand Tour d'Europa, e ne fu così impressionato che annotò sul posto il tema di apertura.
Nel corso della sua vita scrisse una serie di altre ouverture. Quelle più frequentemente oggi eseguite includono l'ouverture per Ruy Blas, commissionata per uno spettacolo di beneficenza, dal dramma di Victor Hugo, che in realtà Mendelssohn disprezzava; Mare calmo e felice viaggio (Meeresstille und gluckliche Fahrt) ispirato da una coppia di poesie di Goethe; e La Bella Melusina.
Le musiche di scena per Sogno di una notte di mezza estate (op. 61) sono state scritte nel 1843, diciassette anni dopo l'ouverture.

## Composizioni

### Musica strumentale

#### Sinfonie
- 13 sinfonie per orchestra d'archi (1821-23)
- 5 sinfonie, la cui numerazione non rispecchia l'ordine di composizione:
  - Sinfonia n. 1 op. 11 in Do minore, per piccola orchestra (1824); esistono due versioni dello Scherzo di questa sinfonia, una delle quali è la versione orchestrale dello Scherzo dell'Ottetto per archi op. 20
  - Sinfonia n. 2 op. 52 Lobgesang (Inno di lode) in Si bemolle maggiore, sinfonia-cantata per soli, coro, organo e orchestra (1840)
  - Sinfonia n. 3 op. 56 Scozzese in La minore (1829-42)
  - Sinfonia n. 4 op. 90 Italiana in La maggiore (1833, riveduta e corretta fino alla morte del compositore)
  - Sinfonia n. 5 op. 107 Riforma in Re maggiore (1829-30)

#### Concerti e composizioni concertanti
- Recitativo per pianoforte e orchestra d'archi MWV O 1 in Re minore (1820)
- Concerto per pianoforte e orchestra d'archi MWV O 2 in La minore (1822)
- Concerto per violino e orchestra d'archi MWV O 3 in Re minore (1822)
- Concerto per violino, pianoforte e orchestra d'archi MWV O 4 in Re minore (1823)
- Concerto per due pianoforti e orchestra MWV O 5 in Mi maggiore (1823)
- Concerto per due pianoforti e orchestra MWV O 6 in La bemolle maggiore (1824)
- Capriccio brillante per pianoforte e orchestra op. 22 in Si minore (1832)
- Concerto per pianoforte e orchestra n. 1 op. 25 in Sol minore (1831)
- Rondò brillante per pianoforte e orchestra op. 29 in Mi bemolle maggiore (1834)
- Concerto per pianoforte e orchestra n. 2 op. 40 in Re minore (1837)
- Serenata e Allegro giojoso per pianoforte e orchestra op. 43 in Si minore (1838)
- Concerto per pianoforte e orchestra n. 3 op. post. in Mi minore (ricostruito recentemente da Marcello Bufalini) (1844)
- Concerto per violino e orchestra op. 64 in Mi minore (1844)

#### Ouverture e altre composizioni orchestrali
- Ouverture per il Sogno di una notte di mezza estate di William Shakespeare op. 21 (1827), considerata da alcuni il capolavoro del compositore
- Ouverture per fiati op. 24 (1824)
- Ouverture Die Hebriden o Die Fingalshöhle (Le Ebridi o La grotta di Fingal) op. 26 (1832), ispiratagli da un viaggio in Scozia nel 1829
- Ouverture Meerestille und Glückliche Fahrt (Calma di mare e felice viaggio) op. 27, su due poemi di Goethe (1828)
- Ouverture Das Märchen von der schönen Melusine (La fiaba della bella Melusina) op. 32 (1834), ispirata alla leggendaria fata delle acque Melusina
- Ouverture Ruy Blas op. 95 (1839), per il dramma di Victor Hugo
- Ouverture Tromba op. 101 (1826)
- Marcia funebre in la minore, op. 103 (1836)
- Marcia in re maggiore, op.108 (1841)

#### Musica da camera
- 6 quartetti per archi (1827-1847)
- Campana della sera MWV Q 20 in Si bemolle maggiore per arpa e pianoforte (1829)
- Canto del pastore MWV R 24 in Sol minore per flauto solo
- Ottetto per archi op. 20 in Mi bemolle maggiore (1825), trascritto dall'autore per pianoforte
- Trio op. 49 in re minore per violino, violoncello e pianoforte (1839)
- Trio op. 66 in do minore per violino, violoncello e pianoforte (1845)
- Pezzo da concerto op. 113 in Fa minore, per clarinetto, corno di bassetto e pianoforte (1833)
- Pezzo da concerto op. 114 in Re minore, per clarinetto, corno di bassetto e pianoforte (1833)

#### Pianoforte
- Variazioni in mi bemolle maggiore op. 82 (1841)
- Variazioni in si bemolle maggiore op. 83 (1841)
- Fantasia in fa diesis minore op. 28 (1833)
- 3 capricci op. 33 (1834-1835)
- 6 preludi e fughe op. 35 (1827-1837)
- 48 romanze senza parole (1829-1845)
- Rondò capriccioso op. 14 (1824)
- Variations sérieuses op. 54 (1841)
- Numerose altre. Nel catalogo MWV identificate in ordine cronologico con la lettera U

#### Organo
- 3 preludi e fughe op. 37 (1837)
- 6 sonate op. 65 (1844-1845)
- vari pezzi sciolti (da MWV W 1 a MWV W 55)[14]

### Musica vocale

#### Opere
- Die Soldatenliebschaft (L'amore del soldato), Singspiel, MWV L 1 (1820)
- Die beiden Pädagogen (I due insegnanti), Singspiel, MWV L 2 (1821)
- Die wandernden Komödianten (I comici erranti), Singspiel, MWV L 3 (1822)
- Der Onkel aus Boston, oder Die beiden Neffen (Lo zio di Boston, o i due nipoti), Singspiel, MWV L 4 (1823)
- Die Hochzeit des Camacho (Il matrimonio di Camacho), Singspiel, op. 10 (1825)
- Die Heimkehr aus der Fremde (Il ritorno dall'estero), Liederspiel, op. 89 (1829)
- Loreley, op. 98 (1847, incompiuta)

#### Musiche di scena
- Musiche di scena per l'Antigone di Sofocle op. 55 (1841), per narratori, soli, doppio coro maschile e orchestra
- Musiche di scena per il Sogno di una notte di mezza estate di William Shakespeare op. 61 (1843), per soliste, coro femminile e orchestra, che contengono la celebre Marcia nuziale
- Musiche di scena per l'Atalia di Jean Racine op. 74 (1845), per narratori, soli, doppio coro e orchestra
- Musiche di scena per l'Edipo a Colono di Sofocle op. 93 (1845), per narratori, soli, doppio coro maschile e orchestra

#### Oratori
- Paulus, oratorio, op. 36 (1836)
- Elias, oratorio, op. 70 (1846)
- Christus, oratorio, op. 97 (1847, incompiuto)

#### Cantate, salmi e altre composizioni corali
- Die erste Walpurgisnacht (La prima notte di Valpurga), op. 60, cantata per soli, coro e orchestra (1833)
- Cantata Gutenberg o Festgesang, per coro maschile e ottoni (1840)
- An die Künstler, op. 68, cantata per coro maschile e ottoni (1846)
- Salmo 42 Wie der Hirsch schreit nach frischem Wasser op. 42 (1838), per soli, coro e orchestra
- Salmo 95 Kommt, laßt uns anbeten und knien von dem Herrn op. 46 (1838), per tenore, coro e orchestra
- Salmo 115 Non nobis Domine op. 31 (1830), per soli, coro e orchestra
- Denn er hat seinen Engeln befohlen, mottetto per coro (1844)
- Tu es Petrus, op. 111, per cinque voci e orchestra (1827)
- Lauda Sion, op. 73, per soli, coro e orchestra (1846)

## Strumenti
Per le sue esibizioni Mendelssohn usava strumenti del costruttore viennese Conrad Graf. Nel 1832 chiese ad Aloys Fuchs di comprargli un pianoforte di Graf e di consegnarlo nella casa paterna a Berlino. Mendelssohn fu così contento di questo strumento che decise di ordinare da Graf altri due pianoforti: uno per sé stesso ed un altro per la sposa di suo fratello.

## Registrazioni su strumenti d'epoca
- Penelope Crawford. Felix Mendelssohn. The Young Felix Mendelssohn. Fortepiano 1835 Graf
- Ronald Brautigam. Felix Mendelssohn. Piano Concertos. Fortepiano 1830 Pleyel (Paul McNulty)
- Sergei Istomin, Viviana Sofronitsky. Felix Mendelssohn. Complete Works for Cello and Pianoforte. Fortepiano 1819 Graf (Paul McNulty)
- Riko Fukuda, Tobias Koch. Chopin, Mendelssohn, Moscheles, Hiller, Liszt. Grand duo Œuvres pour duo de pianofortes. Fortepiani 1830,1845 Graf

## Vita privata e famiglia
Tra i suoi discendenti vi è Giuseppe Ivan Lantos (nato a Tangeri nel 1942 da origini ebraico-ungheresi), importante giornalista, scrittore e critico musicale italiano.

### Epistolario
- Felix Mendelssohn (a cura di Carlo Barassi), Lettere di Felix Mendelssohn-Bartholdy, 1830-1847, Nabu Press, 2010. ISBN 978-1-144-37521-6
- Felix Mendelssohn-Bartholdy, Lettere dall'Italia, a cura e traduzione di Raoul Meloncelli. Fogola Editore, Torino, 1983
- Felix Mendelssohn-Bartholdy, Tendere alla perfezione. Lettere scelte e documenti, a cura di Claudio Bolzan, pp. 196, Zecchini Editore, Varese, 2009, ISBN 978-88-87203-85-1

### In lingua inglese
- Osborne, Sidney, Germany and her Jews. Soncino Press, London 1939
- (EN) Brown, Clive, A Portrait of Mendelssohn, Yale University Press, 2014
- (EN) Chorley, Henry, ed. Ernest Newman, Thirty Years' Musical Recollections, New York 1972
- (EN) Conway, David, "Short, Dark and Jewish-Looking": Felix Mendelssohn in Britain, in The Jewish Year Book 2009, ed. Stephen Massil, London, 2009. ISBN 978-0-85303-890-0
- (EN) Devrient, Eduard, tr. N.MacFarren, My Recollections of Felix Mendelssohn-Bartholdy, London, 1869.
- (EN) Devrient, Eduard, Eduard Devrient: aus seinen Tagebüchern, Weimar, 1964 (2 vols) (in German).
- (EN) Eatock, Colin Timothy, Mendelssohn and Victorian England, Farnham: Ashgate Press 2009 ISBN 978-0-7546-6652-3
- (EN) Edward, F.G., Mendelssohn's Organ Sonatas
- (EN) Grove Dictionary of Music and Musicians
- (EN) Sebastian Hensel, The Mendelssohn Family, 4th revised edition, London, 1884, ISBN. 2 volumes. Edited by Felix's nephew, an important collection of letters and documents about the family.
- (EN) Mendelssohn (Hensel), Fanny, The letters of Fanny Hensel to Felix Mendelssohn, ed.Marcia Citron, Pendragon Press, New York, 1987, ISBN 978-0-918728-52-4
- (EN) Mendelssohn, Felix, ed. R. Elvers, tr. C. Tomlinson, Felix Mendelssohn, A Life in Letters, New York 1986 ISBN 0-88064-060-X
- (EN) Peter Mercer-Taylor, The Life of Mendelssohn, Cambridge, Cambridge University Press, 2000, ISBN 0-521-63972-7.
- (EN) Mercer-Taylor, Peter (ed), The Cambridge Companion to Mendelssohn, Cambridge 2004 ISBN 0-521-53342-2
- (EN) Charlotte Moscheles, Life of Moscheles, with selections from his Diaries and Correspondence, London, 1873, ISBN.
- (EN) Rosen, Charles, The Romantic Generation, Harvard, 1995 ISBN 0-674-77933-9
- (EN) Sanders, L.G.D. Jenny Lind, Sullivan and the Mendelssohn Scholarship, in The Musical Times, vol 97, no.1363 (September 1956)
- (EN) Sterndale Bennett, R., The Death of Mendelssohn, in 'Music and Letters' vol. 36 no. 4, Oxford, 1955
- (EN) Richard Taruskin, The Oxford History of Western Music. 3: Music in the Nineteenth Century, Oxford, Oxford University Press, 2010, ISBN 978-0-19-538483-3.
- (EN) Todd, R. Larry (ed.), Mendelssohn and his World, Princeton 1991 ISBN 0-691-02715-3
- (EN) R. Larry Todd, Mendelssohn — A Life in Music, Oxford; New York, Oxford University Press, 2003, ISBN 0-19-511043-9.

### In lingua tedesca
- (DE) Johannes Forner:  Das Wunder Mendelssohn: Porträt eines großen Musikers. Faber & Faber, Leipzig 2009, ISBN 978-3-86730-090-2.
- (DE) Martin Geck: Felix Mendelssohn Bartholdy. Rowohlt, Reinbek 2009, ISBN 978-3-499-50709-0.
- (DE) Hans-Günter Klein (Hrsg.): Felix Mendelssohn Bartholdy. Ein Almanach. Henschel-Verlag, Leipzig 2008, ISBN 978-3-89487-619-7.
- (DE) Johannes Popp: Reisen zu Felix Mendelssohn Bartholdy. Stationen seines Lebens und Wirkens. Westkreuz-Verlag, Berlin/Bonn 2008, ISBN 978-3-939721-01-7.
- (DE) Thomas Lackmann: Das Glück der Mendelssohns – Geschichte einer deutschen Familie. Aufbau-Verlag, Berlin 2005, ISBN 3-351-02600-5.
- (DE) Silke Gömann: Die Orchestersinfonien Felix Mendelssohn Bartholdys. Studien zum gegenwärtigen Fachdiskurs. Dissertation, Universität Bonn 1999 (Online, PDF 760 KB[collegamento interrotto]).
- (DE) Eka Donner: Felix Mendelssohn Bartholdy. Aus der Partitur eines Musikerlebens. Droste, Düsseldorf 1992, ISBN 3-7700-0989-4.
- (DE) Willi Reich (Hrsg.): Felix Mendelssohn im Spiegel eigener Aussagen und zeitgenössischer Dokumente. Manesse Verlag, Zürich 1987, ISBN 3-7175-1281-1.
- (DE) Heinrich Eduard Jacob: Felix Mendelssohn und seine Zeit: Bildnis und Schicksal eines Meisters. S. Fischer, Frankfurt am Main 1959; Neuauflage: Fischer-Taschenbuch Nr. 5023; 1981, ISBN 3-596-25023-4.
- (DE) Hans Christoph Worbs: Mendelssohn Bartholdy. rororo-Bildmonographie, rm 215. Rowohlt Verlag, Reinbek 1974, ISBN 3-499-50215-1.
- (DE) Susanna Großmann-Vendrey: Felix Mendelssohn Bartholdy und die Musik der Vergangenheit. Studien zur Musikgeschichte des 19. Jh., Bd. 17. Gustav Bosse, Regensburg 1969.
- (DE) Peter Sutermeister: Felix Mendelssohn Bartholdy. Briefe einer Reise durch Deutschland, Italien und die Schweiz. Niehans, Zürich 1958.
- (DE) Salomon Wininger: Große jüdische National-Biographie. Bd. 4, 1929.
- (DE) Robert Schumann: Erinnerungen an Felix Mendelssohn-Bartholdy, circa 1848.